# Lúčina
Lúčina (em húngaro: Hüvész) é um município da Eslováquia, situado no distrito de Prešov, na região de Prešov. Tem 1,89 km² de área e sua população em 2018 foi estimada em 164 habitantes.

## Demografia
| Ano:        | 1994 | 2004   | 2014    | 2024   |
| ----------- | ---- | ------ | ------- | ------ |
| Broj ljudi: | 153  | 154    | 171     | 155    |
| Razlika:    |      | +0,65% | +11,03% | -9,35% |

| Ano:               | 2023 | 2024   |
| ------------------ | ---- | ------ |
| Número de pessoas: | 157  | 155    |
| Diferença:         |      | -1,27% |